# Anyte von Tegea
Anyte von Tegea war eine antike griechische Dichterin. Sie stammte aus Tegea in Arkadien und war wohl um 300 v. Chr. tätig.
Von Anyte sind etwa 20 Epigramme überliefert, allerdings können einige nicht sicher zugeordnet werden. Trotzdem sind nur von Sappho mehr Gedichte bekannt als von ihr. Sie schrieb Grabinschriften für Menschen und Tiere sowie Gedichte über Landschaften. In der Antike wurde sie gelegentlich als „weiblicher Homer“ bezeichnet.

## Rezeption
- Anite di Tegea. Gedicht der italienischen Schriftstellerin Sabrina Gatti, entnommen aus der Sammlung La pioggia sui vetri, Sabrina Gatti, LDS Edizioni